# Denis Tsargoesj
Denis Igorevitsj Tsargoesj (Abchazisch: Денис Игор-ипа Царгәы́ш) (Goedaoeta, Georgische SSR, 1 september 1987) is een Russische vrije stijl worstelaar. Hij werd drie keer op rij Europees kampioen worstelen en twee keer op rij wereldkampioen worstelen. Tsargoesj werd derde tijdens de Olympische Spelen 2012.